# 西郷どん!
『西郷どん!』（せごどん）は、林真理子による日本の歴史小説。文芸誌『本の旅人』（KADOKAWA）に2016年2月号から2017年9月号まで連載、2017年11月1日にKADOKAWAより上製版前後編および並製版上中下巻の2形態で刊行された。
薩摩藩の貧しい下級藩士の家に生まれ、家族や大久保正助らの友人に恵まれて育ち、やがて藩主島津斉彬に側仕えとして登用され江戸や京都で活躍する西郷吉之助（のちの隆盛）の生涯を描く。
日高建男の作画でコミカライズされ、『月刊コミックフラッパー』（KADOKAWA・メディアファクトリー）にて2017年4月号から2018年12月号まで連載された。また、中園ミホの脚本でテレビドラマ化され、NHK大河ドラマ第57作『西郷どん』として2018年1月から12月まで放送された。
題名は“西郷殿”の鹿児島弁読み。

## あらすじ
明治三十七年、京都市に新しい市長が赴任した。西南の役で戦死した西郷隆盛の息子の西郷菊次郎である。彼は西郷の息子であるという事はあまり表に出さないでいたといい、自分が庶子であるという事を話し、そして菊次郎は市長室にやってきた部下にせがまれ、西郷隆盛の話を始める。時代は幕末の薩摩藩（現在の鹿児島県）である。貧乏な下級藩士の子・西郷小吉は、大家族の長男として生まれた。隣の家に住むのは幼馴染の大久保正助、のちの大久保利通である。少年時代に郷中同士の喧嘩に巻き込まれて、右腕を斬られ、剣を持てなくなる小吉。立派な侍になれないと嘆くが、「めそめそするんじゃない、この”やっせんぼ”が！侍が腰に二本も刀を差してふんぞり返っている時代はもうすぐおわるんだ。民のために尽くす侍となれ！」と出会った島津斉彬に励まされる。小吉は成長し西郷吉之助と名を変え、郡方書役助として薩摩藩に仕える。お由羅騒動の後、斉彬が藩主になると、西郷は藩の政を憂う書状などから登用され、江戸勤めを命じられる。西郷は幼馴染の正助や離縁を申し出た須賀により支度金三十両を工面し、江戸に出発。斉彬の「お庭番」として活動する中、薩摩藩の篤姫と幕府の将軍徳川家定の結婚の縁談に成功する。それは政略結婚であった。品川の宿では吉之助は「ヒー様」と呼ばれる一橋慶喜と知り合いになる。 
篤姫輿入れには斉彬（一橋派）は成功したものの、同じ一橋派の老中・阿部正弘が死んでしまう。次期将軍は井伊直弼の推す徳川家茂となる。さらに斉彬も病死。井伊は反対派を粛正する『安政の大獄』の弾圧政治を始める。朝廷工作を行っていた僧侶・月照とともに吉之助は薩摩に逃げるが、「日向送り」の沙汰が下り投獄。西郷は月照と船から入水自殺を図り、一人だけ生き残ってしまう。「これは天命に違いなか」 
西郷吉之助は菊池源吾と名を変えて、幕府には死んだことにして、薩摩藩に「島流し」にされる。ささくれだった吉之助は自暴自棄になり、島で死人の如く落ち込んだまま。だが、島人の優しさにしだいに心を開いていく西郷。薩摩藩からの圧政に苦しむ島民と心通わせた西郷は、島の娘・愛加那をアンゴ（島妻）とし、長男・菊次郎を長女・菊草を授かるが、薩摩に戻ることを三年後に許される。だが、島津久光の怒りを買い、今度は沖永良部島に流される。再び薩摩に戻った西郷は、最初、会津藩と薩摩藩で幕府側として、禁門の変や長州征伐で指揮を執る。しかし、徳川幕府の腐りきった体制を見るにつけて、西郷は倒幕に傾いていく。また幼馴染の糸と再婚。勝海舟、岩倉具視、坂本龍馬らと知り合った西郷は藩内の反対派を抑え、長州藩と薩長同盟を結ぶ。坂本龍馬の策だった。若き将軍・徳川家茂が病死。最後の将軍となった徳川慶喜は、西郷ら武力倒幕を目指す輩が驚くような策を放つ。『大政奉還』である。これも龍馬の策だった。その、坂本龍馬は暗殺される。江戸城総攻撃の前日、西郷吉之助は勝海舟に「徳川慶喜公は恭順の姿勢である。西洋では恭順を示す相手を攻撃するのは違法。徳川軍の武器も軍艦も渡しそうろう。だから江戸総攻撃を中止してくだされ」と説得され『江戸無血開城』に同意する。 
戊辰戦争で弟の吉二郎を亡くした西郷は薩摩に戻るが、大久保に請われ、新政府に参画。岩倉、大久保が『岩倉使節団』として条約改正のため二年間の予定で欧米に出発。留守政府をまかされた西郷たちは、廃藩置県や帯刀禁止令や地租改正、裁判制度など次々と改革を断行。やがて朝鮮国との外交を巡って『征韓論』が起こる。が、西郷は大使として朝鮮に赴き説得してくると主張する。だが、帰国した大久保・岩倉たちに反対され、西郷・板垣・江藤らは明治新政府を去り下野。西郷は薩摩・鹿児島県に戻ると、士族のための私学校『鹿児島私塾』をつくる。西郷らは私塾の生徒たちの指導にあたるが、大久保の命を受けた刺客が西郷隆盛を暗殺（しさつ…視察？刺殺？）しようとしたと激高し、生徒たちが騒動を起こす。そこから日本最後の内戦『西南戦争』に発展。「おいの命、おまはんらにあずけもんそ」西郷は新政府軍と戦うが、敗走に次ぐ敗走で、徐々に追い詰められる。 
二万いた西郷軍はわずか数百となり、生まれ故郷の薩摩・鹿児島県の城山に最後の着陣……その夜、西郷たちは『フランス革命』の歌を円陣を組んで歌う。
明治十年九月二十四日、明治新政府軍による城山の総攻撃が開始される。「そろそろいきもうそ」西郷軍は城山を出て走り出す。視界が開けて雄大な噴煙を上げる桜島が見える。その時、西郷の巨体は崩れた。銃弾を腹と脚に受けた。「もう……ここらでよか」西郷隆盛死す。西郷隆盛の魂は登り龍のようの昇天し、ひとびとは英雄の死を悲しむとともに、その偉大なる存在でいて、どこか愛嬌のあった西郷吉之助を愛した。こうして西郷の生きざまは伝説となり、長く愛され続けることになる。その西郷の盟友・大久保利通も西郷の死の翌年東京紀尾井坂で暗殺された。こうして維新の英雄たちの時代はおわった。

## 登場人物

### 西郷家
西郷吉之助（隆盛）
主人公。薩摩藩の下級武士の家に生まれ、島津斉彬に見出されて側仕えとなる。
西郷従道
吉之助の弟。
須賀
吉之助の最初の妻。
愛加那
吉之助の2番目の妻。
岩山糸
吉之助の3番目の妻。
西郷菊次郎
吉之助の長男。

### 薩摩藩
島津斉彬
薩摩藩藩主。
島津久光
斉彬の弟。
村田新八
吉之助の弟分。
大久保正助（利通）
吉之助の盟友。

### 徳川幕府
篤姫
斉彬の養女。第13代将軍徳川家定御台所。
徳川慶喜
第15代将軍。
勝海舟
幕臣。

### 倒幕派
坂本龍馬
土佐藩郷士。
木戸孝允
長州藩藩士。
出典：

## 書誌情報
単行本
- 西郷どん! 上製版 前編（2017年11月1日、KADOKAWA、ISBN 978-4-04-103993-9）
- 西郷どん! 上製版 後編（2017年11月1日、KADOKAWA、ISBN 978-4-04-105936-4）
- 西郷どん! 並製版 上（2017年11月1日、KADOKAWA、ISBN 978-4-04-106170-1）
- 西郷どん! 並製版 中（2017年11月1日、KADOKAWA、ISBN 978-4-04-106171-8）
- 西郷どん! 並製版 下（2017年11月1日、KADOKAWA、ISBN 978-4-04-106172-5）

文庫本
- 西郷どん! 前編（2020年12月24日、角川文庫、ISBN 978-4-04-109885-1）
- 西郷どん! 後編（2020年12月24日、角川文庫、ISBN 978-4-04-109886-8）

電子書籍
- 西郷どん!【合本版】（2020年12月24日、KADOKAWA）

児童書
- 西郷どん! 西郷隆盛の物語（原作：林真理子、文：吉橋通夫、絵：勇沢椰木、2017年11月15日、角川つばさ文庫、ISBN 978-4-04-631757-5）

## 関連書籍
- 街歩き 西郷どん!（監修：林真理子、2017年11月10日、KADOKAWA、ISBN 978-4-04-105676-9）
  - 西郷隆盛ゆかりの地や史跡などを紹介するビジュアルガイドブック。

## 漫画
『月刊コミックフラッパー』（KADOKAWA・メディアファクトリー）にて2017年4月号から2018年12月号まで連載、MFコミックス フラッパーシリーズより刊行された。全4巻。作画は日高建男。

### 書誌情報（漫画）
- 日高建男 『西郷どん!』 KADOKAWA〈MFコミックス フラッパーシリーズ〉、全4巻
  1. 2017年11月22日発売[6]、ISBN 978-4-04-069515-0
  2. 2017年12月22日発売、ISBN 978-4-04-069575-4
  3. 2018年6月23日発売、ISBN 978-4-04-069892-2
  4. 2018年11月21日発売、ISBN 978-4-04-065271-9

## テレビドラマ
『西郷どん』と題して、NHK大河ドラマの第57作として2018年1月7日から12月16日まで放送された。脚本は中園ミホ。